# Чишки (гміна)
Гміна Чи́шки (пол. gmina Czyszki) — колишня (1934—1939 рр.) сільська ґміна Львівського повіту Львівського воєводства Польської республіки (1918—1939) рр.. Центром ґміни було призначене село Чишки через наявність у ньому найбільшої кількості поляків.
1 серпня 1934 року було створено ґміну Чишки в Львівському повіті. До неї увійшли сільські громади: Чишки, Чижикув, Дмитровице, Ґає, Ґанчари, Ґлуховице, Подберезьце, Віннички.
У 1934 році територія ґміни становила 75,88 км². Населення ґміни станом на 1931 рік становило 9319 осіб. Налічувалося 1767 житлових будинків.
Національний склад населення ґміни Чишкі на 1 січня 1939 року:
| село       | населення | українці-греко-католики | українці-латинники | польськомовні українці | євреї  | поляки  |        |
| ---------- | --------- | ----------------------- | ------------------ | ---------------------- | ------ | ------- | ------ |
| Чишки      | 2610      | 10                      |                    | 20                     | 30     | 2610    |        |
| Чижиків    | 1310      | 1120                    | 130                |                        | 15     | 25      | 30     |
| Дмитровичі | 890       | 670                     | 200                |                        | 15     | 5       |        |
| Гаї        | 2050      | 1850                    | 30                 |                        | 30     | 40      | 100    |
| Гончари    | 430       | 20                      |                    |                        |        | 405     |        |
| Глуховичі  | 800       | 580                     | 180                |                        | 20     | 20      |        |
| Підберізці | 1240      | 1230                    | 10                 |                        |        |         |        |
| Виннички   | 770       |                         |                    | 20                     | 20     | 730     |        |
| Загалом    | 10100     | 5480                    | 550                | 40                     | 125    | 3775    | 130    |
| Відсотки   | 100 %     | 54,26 %                 | 5,45 %             | 0,4 %                  | 1,24 % | 37,38 % | 1,29 % |

Публіковані ж поляками цифри про національний склад населення ґміни за результатами перепису 1931 року (ніби-то було аж 47,1 % поляків) суперечать даним, отриманим від місцевих жителів (див. вище) та пропорціям за допольськими (австрійськими) та післяпольськими (радянським 1940 і німецьким 1943) переписами.
Відповідно до Пакту Молотова — Ріббентропа 19 вересня територія ґміни була передана радянським військам. Ґміна ліквідована у 1940 році у зв'язку з утворенням Винниківського району.